# Raveniola beelzebub
Espèce
Raveniola beelzebub est une espèce d'araignées mygalomorphes de la famille des Nemesiidae.

## Distribution
Cette espèce est endémique du Guangxi en Chine,. Elle se rencontre dans le xian de Tian'e dans la grotte Lianhua.

## Description
La femelle holotype mesure 14,49 mm. Cette araignée est anophtalme.

## Étymologie
Son nom d'espèce lui a été donné en référence à Belzébuth.

## Publication originale
- Lin & Li, 2020 : A new nemesiid spider from Lianhua Cave, Guangxi, China (Araneae, Nemesiidae). Acta Arachnologica Sinica, vol. 29, no 1, p. 2-4.